# Prattville, Alabama
Prattville là một thành phố thuộc quận Autauga, tiểu bang Alabama, Hoa Kỳ. Dân số năm 2009 là 32696 người, mật độ đạt 384 người/km².